# Parparra
Parparra o Barbarra fou una ciutat hitita, situada al límit del país dels kashka, propera a la fortalesa d'Almina, restablerta pel rei Subiluliuma I. El gal kuš Hannutti hi fou atacat pels kashka, que aprofitaren un brot de malaltia que afectava l'exèrcit hitita per llançar una ofensiva, però foren vençuts.